# Аменгуаль, Клаудия
Клаудия Аменгуаль Пусейро (исп. Claudia Amengual; 7 января 1969, Монтевидео) — уругвайская писательница, переводчица
, педагог.

## Биография
Окончила юридический факультет Республиканского университета Уругвая. Получила степень бакалавра гуманитарных наук факультета гуманитарных наук там же. В 2003 году, получив стипендию, отправилась в Испанию, для продолжения обучения в Мадридском университете Комплутенсе.
С 2010 года является профессором литературного перевода Республиканского университета Уругвая.
Занимается журналистикой и социокультурной лингвистикой. Является постоянным обозревателем журнала Galería de Busca, сотрудничает с различными зарубежными изданиями.
В 2007 году была выбранной одной из самых выдающихся писателей Латинской Америки в рамках всемирной книжной выставки в Боготе. Является членом группы Богота39.

## Творчество
Дебютировала в 1997 году.
Автор романов и сборников рассказов, некоторые из которых были награждены на литературных конкурсах, переведены и опубликованы в антологиях в Уругвае, Мексике, Перу, Колумбии, Аргентине, Испании, Франции и Германии.
Основные темы произведений: социальное лицемерие, рутина, страх перемен, насилие, пороки общества, жажда потребления и материального благополучия.

## Награды
- Премия Сор Хуана Инес де ла Крус (2006)
- Премия Книжного легиона, присуждаемая Книжной палатой Уругвая.

## Избранные произведения
- La rosa de Jericó, Montevideo 2000, ISBN 9974-670-10-1
- El vendedor de escobas Montevideo 2002, ISBN 9974-49-282-3
- Desde las cenizas, Montevideo 2005, ISBN 9974-95-076-7
- Más que una sombra, Montevideo 2007, ISBN 978-9974-95-152-5
- Nobleza obliga, Montevideo 2009, ISBN 978-9974-670-58-7
- Falsas ventanas, Montevideo 2011, ISBN 978-9974-95-477-9.
- El rap de la morgue y otros cuentos, Miami, 2013, ISBN 978-0-615-90088-9
- Cartagena, Montevideo 2015, ISBN 978-9974-723-61-0
- El lugar inalcanzable, Montevideo 2018, ISBN 978-9974-888-31-9.
- Juliana y los libros. Montevideo 2020, ISBN 978-9974-903-63-0.